# Cúpula das Américas

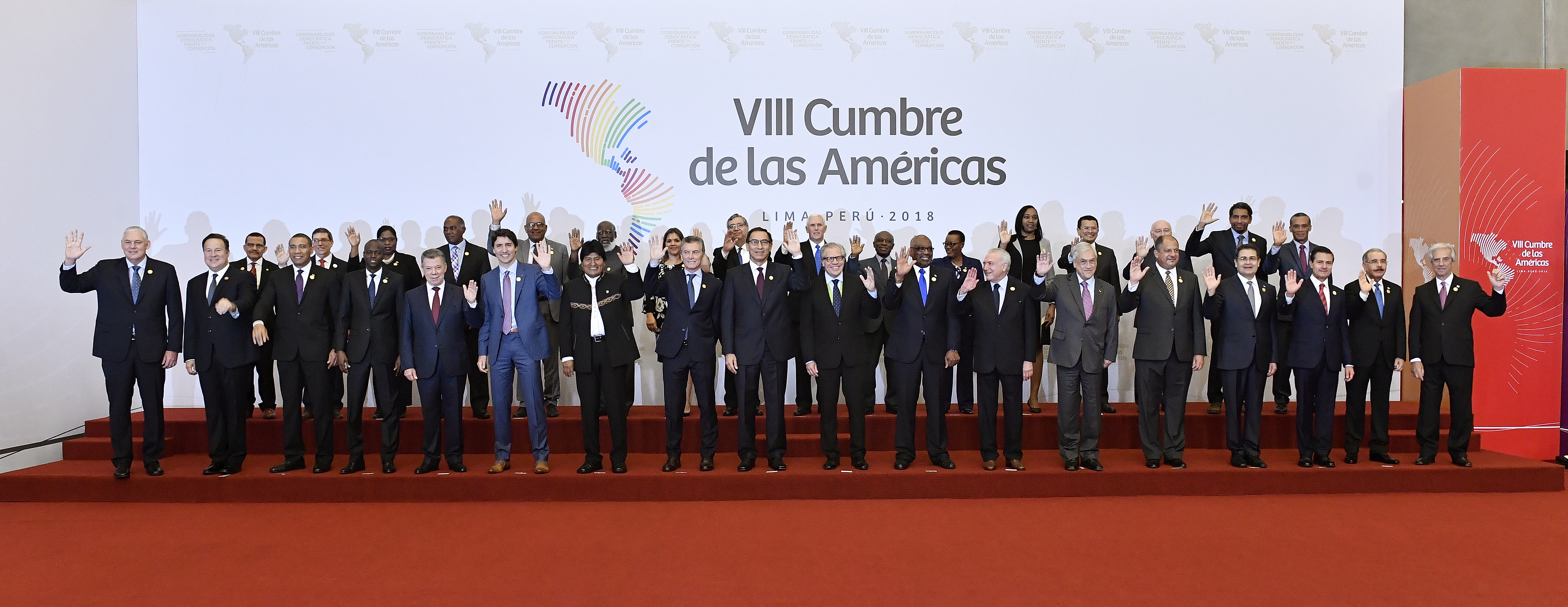
Chefes de Estado na Cúpula das Américas de 2018 em Lima, Peru.

A Cúpula das Américas (em castelhano: Cumbre de las Americas; em inglês: Summits of the Americas) é uma reunião de cúpula entre os chefes de Estado do continente americano criada pela Organização dos Estados Americanos com o objetivo de alcançar um nível maior de cooperação entre os países da zona econômica americana. 
A Cúpula das Américas foi desenvolvida pela primeira vez no dia 9 de dezembro de 1994, em Miami, nos Estados Unidos. Nesta ocasião os Estados Unidos apresentaram formalmente a proposta de uma Área de Livre Comércio entre todos os países americanos, com exceção de Cuba. Segundo o governo norte-americano, os alicerces da ALCA não seriam respeitados em Cuba. Esse acordo prevê uma união, no contexto global, de praticamente todos os países da América, que procuram estreitar caminhos de uniões comerciais entre si e o desenvolvimento dos países como Argentina, Bahamas, Brasil, Bolívia, Chile, Colômbia, México, Paraguai, Venezuela, com acordos de diminuição alfandegária e entre outros.

## Edições
- Primeira Reunião de Cúpula das Américas – dezembro de 1994, Miami, Estados Unidos. Marcou o início de uma nova era no Hemisfério, e a comunidade interamericana decidiu estabelecer encontros periódicos para discutir uma agenda comum. Um dos principais acordos foi reunir esforços para a criação da Área de Livre Comércio das Américas (ALCA).
- Cúpula das Américas para o Desenvolvimento Sustentável – dezembro de 1996, Santa Cruz de la Sierra, Bolívia. Dando prosseguimento aos temas discutidos durante a “Rio 92”, esse forum especializado definiu metas para o desenvolvimento sustentável, debatendo temas sociais, econômicos e referentes ao meio ambiente.
- Segunda Reunião de Cúpula das Américas – abril 1998, Santiago, Chile. Educação foi o tema central do evento, mas os líderes também definiram metas no que diz respeito ao fortalecimento da democracia, justiça e direitos humanos, promoção, integração e livre comércio, erradicação da pobreza e da discriminação.
- Terceira Reunião de Cúpula das Américas – abril de 2001, Quebec, Canadá. Um dos assuntos principais foi a criação da Carta Democrática Interamericana para o fortalecimento e proteção da democracia. A Carta Democrática foi adotada em 11 de setembro de 2001.
- Reunião Especial de Cúpula das Américas – janeiro de 2004, Monterrey, México. A Cúpula Interina foi convocada para a inclusão de novos líderes no processo, assim como para a definição de objetivos concretos em grandes grandes áreas: crescimento econômico para redução da pobreza, promoção do desenvolvimento social e fortalecimento dos governos democráticos.
- Quarta Reunião de Cúpula das Américas – novembro de 2005, Mar del Plata, Argentina.
- Quinta Reunião de Cúpula das Américas – abril de 2009, Port of Spain, Trindad e Tobago.
- Sexta Reunião de Cúpula das Américas – abril de 2012, Cartagena das Índias, Colômbia.
- Sétima Reunião de Cúpula das Américas – abril de 2015, Cidade do Panamá, Panamá.
- Oitava Reunião de Cúpula das Américas – abril de 2018, Lima, Peru.
- Nona Reunião de Cúpula das Américas – junho de 2022, Los Angeles, Estados Unidos.

| Ano  | #        | Data             | País              | Cidade               | Anfitrião                          |
| ---- | -------- | ---------------- | ----------------- | -------------------- | ---------------------------------- |
| 1994 | 1ª       | 9-11 de dezembro | Estados Unidos    | Miami                | Presidente Bill Clinton            |
| 1998 | 2ª       | 18-19 de abril   | Chile             | Santiago             | Presidente Eduardo Frei Ruiz-Tagle |
| 2001 | 3ª       | 20-22 de abril   | Canadá            | Québec               | Primeiro-ministro Jean Chrétien    |
| 2004 | Especial | 12-13 de janeiro | México            | Monterrey            | Presidente Vicente Fox             |
| 2005 | 4ª       | 4-5 de novembro  | Argentina         | Mar del Plata        | Presidente Néstor Kirchner         |
| 2009 | 5ª       | 17-19 de abril   | Trinidad e Tobago | Port-of-Spain        | Primeiro-ministro Patrick Manning  |
| 2012 | 6ª       | 14-15 de abril   | Colômbia          | Cartagena das Índias | Presidente Juan Manuel Santos      |
| 2015 | 7ª       | 10-11 de abril   | Panamá            | Cidade do Panamá     | Presidente Juan Carlos Varela      |
| 2018 | 8ª       | 13-14 de abril   | Peru              | Lima                 | Presidente Martín Vizcarra         |
| 2022 | 9ª       | 6-10 de junho    | Estados Unidos    | Los Angeles          | Presidente Joe Biden               |

### Representações por país
| País              | Cúpula das Américas     | Cúpula das Américas     | Cúpula das Américas | Cúpula das Américas | Cúpula das Américas | Cúpula das Américas | Cúpula das Américas | Cúpula das Américas | Cúpula das Américas | Cúpula das Américas |         |
| País              | 1994                    | 1998                    | 2001                | 2004                | 2005                | 2009                | 2012                | 2015                | 2018                | 2022                |         |
| ----------------- | ----------------------- | ----------------------- | ------------------- | ------------------- | ------------------- | ------------------- | ------------------- | ------------------- | ------------------- | ------------------- | ------- |
| Argentina         | Menem                   | Menem                   | Rúa                 | Kirchner            | Kirchner            | Fernández           | Fernández           | Fernández           | Macri               | Fernández           |         |
| Brasil            | Cardoso                 | Cardoso                 | Cardoso             | Lula                | Lula                | Lula                | Rousseff            | Rousseff            | Temer               | Bolsonaro           |         |
| Canadá            | Chrétien                | Chrétien                | Chrétien            | Martin              | Martin              | Harper              | Harper              | Harper              | Trudeau             | Trudeau             |         |
| Chile             | Eduardo Frei Ruiz-Tagle | Eduardo Frei Ruiz-Tagle | Ricardo Lagos       | Ricardo Lagos       | Ricardo Lagos       | Bachelet            | Piñera              | Bachelet            | Piñera              | Boric               |         |
| Colômbia          | Samper                  | Samper                  | Arango              | Uribe               | Uribe               | Uribe               | Santos              | Santos              | Santos              | Duque               |         |
| Cuba              | Fidel Castro            | Fidel Castro            | Fidel Castro        | Fidel Castro        | Fidel Castro        | Raúl Castro         | Raúl Castro         | Raúl Castro         | Raúl Castro         | –                   |         |
| Estados Unidos    | Clinton                 | Clinton                 | Bush                | Bush                | Bush                | Obama               | Obama               | Obama               | Pence               | Biden               |         |
| México            | Zedillo                 | Zedillo                 | Fox                 | Fox                 | Fox                 | Calderón            | Calderón            | Peña Nieto          | Peña Nieto          | López Obrador       |         |
| Paraguai          | Wasmosy                 | Wasmosy                 | Macchi              | Duarte              | Duarte              | Lugo                | Lugo                | Cartes              | Cartes              | Benítez             | Benítez |
| Trinidad e Tobago | Manning                 | Panday                  | Panday              | Manning             | Manning             | Manning             | Persad-Bissessar    | Persad-Bissessar    | Rowley              | Rowley              |         |
| Venezuela         | Caldera                 | Caldera                 | Chávez              | Chávez              | Chávez              | Chávez              | Chávez              | Maduro              | Julio Borges        | –                   |         |